# Saudosa Maloca
Saudosa Maloca é uma canção assinada por Adoniran Barbosa em 1951. A música é considerada a porta de entrada de Adoniran no hall da fama de compositores brasileiros. Na composição, Adoniran mostra mais uma vez sua irreverência e a imaginação, contando novamente com a participação de Matogrosso e Joca, personagens fictícios criados por ele mesmo. Foi interpretada pelos grupos Demônios da Garoa e Os Originais do Samba.